# Ritus Krjauklis
Ritus Krjauklis (ur. 23 kwietnia 1986 w Iłukszcie) – łotewski piłkarz grający na pozycji obrońcy. Reprezentant Łotwy, w seniorskiej kadrze zadebiutował w 2009 roku. Dotychczas rozegrał w niej 21 meczów (stan na 7 marca 2013).
Krjauklis w sierpniu 2013 dołączył do południowoafrykańskiego klubu Ajax Kapsztad.